# Alfredo il grande
Alfredo il grande er en opera med betegnelsen melodramma serio i to akter af Gaetano Donizetti. Andrea Leone Tottola skrev den italienske libretto efter Johann Simon Mayrs opera fra 1818 af samme navn. Operaen fortæller historien om den anglosaksiske konge Alfred den Store.

## Opførelseshistorie
Operaen var Donizettis første med et emne fra britisk historie, men den endte med at blive en spektakulær fiasko. Den fik premiere den 2. juli 1823 på Teatro San Carlo i Napoli, hvilket også blev den sidste opførelse.

## Roller
| Rolle                                                         | Stemmetype  | Originalbesætning, 2. juli 1823 (Dirigent: Nicola Festa) |
| ------------------------------------------------------------- | ----------- | -------------------------------------------------------- |
| Alfredo, konge af England                                     | Tenor       | Andrea Nozzari                                           |
| Amalia, hans dronning                                         | Sopran      | Elisabetta Ferron                                        |
| Eduardo, general i den engelske hær                           | Bas         | Pio Botticelli                                           |
| Atkins, general i den danske hær                              | Bas         | Michele Benedetti                                        |
| Enrichetta, en engelsk landpige                               | Mezzosopran | Anna Maria Cecconi                                       |
| Margherita, en anden landpige                                 | Sopran      | Gaetana Gorini                                           |
| Rivers, en dansker                                            | Tenor       | Gaetano Chizzola                                         |
| Guglielmo, pastore                                            | Tenor       | Massimo Orlandini                                        |
| Hyrdinder, engelske krigere, danske krigere, bevæbnede hyrder |             |                                                          |

## Synopsis
Handlingen finder sted på Isle of Athelny i Somerset.

## Diskografi
- Young Donizetti indeholder cavatinaen Non è di morte il fulmine sunget af Bruce Ford. Opera Rara
- Donizetti Divas indeholder Che potrei dirti, o caro? sunget af Della Jones. Opera Rara (Arien findes også i Della Jones Sings Donizetti. Opera Rara.)

## Eksterne links
- Libretto